# Шелтон (Вашингтон)
Шелтон (енгл. Shelton) град је у америчкој савезној држави Вашингтон. По попису становништва из 2010. у њему је живело 9.834 становника.

## Демографија
Према попису становништва из 2010. у граду је живело 9.834 становника, што је 1.392 (16,5%) становника више него 2000. године.
| Група             | 2000.         | 2010.         |
| Белци             | 6.899 (81,7%) | 7.117 (72,4%) |
| Афроамериканци    | 30 (0,4%)     | 82 (0,8%)     |
| Азијати           | 99 (1,2%)     | 105 (1,1%)    |
| Хиспаноамериканци | 918 (10,9%)   | 1.893 (19,2%) |
| Укупно            | 8.442         | 9.834         |